# استخفاف بالجسد

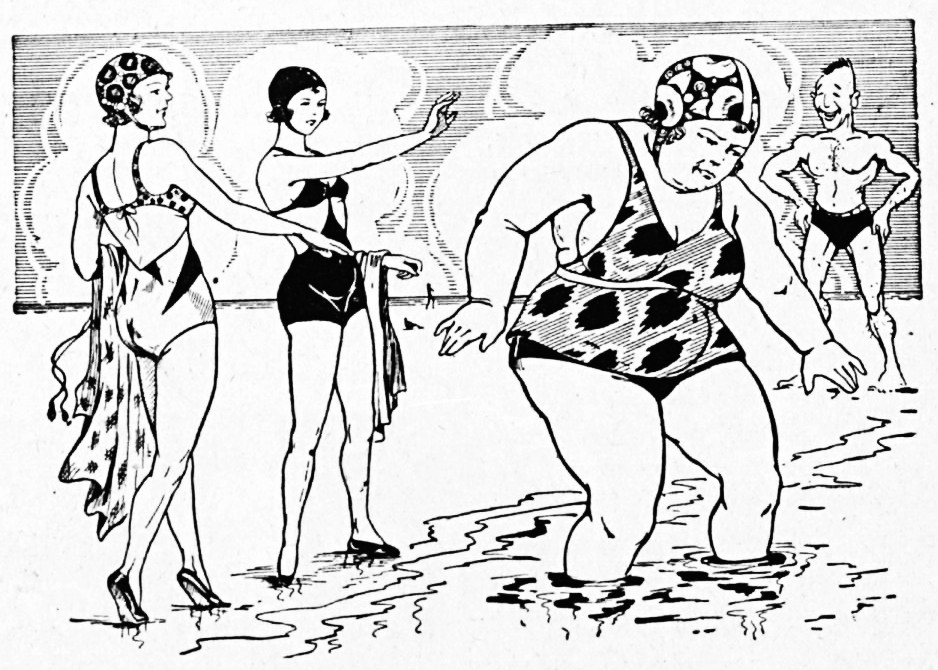
تنمر امرأة بدينة ظهرت في إعلان عام 1942 لمكمل غذائي.

الاستخفاف بالجسد (بالإنجليزية: Body shaming)‏ هي الإساءة أو الانتقادات التي يتعرض لها الأفراد بسبب مظاهرهم الجسدية. وهذا يشمل -ولكن لا يقتصر على- التنمر على البدانة، والاستخفاف بالنحافة، والصدر الصغير، والاستخفاف بالطول، والاستخفاف بالشعر (أو عدم وجوده)، والتمييز ضد الأشخاص ذوي الشعر الأحمر [الإنجليزية]، وشكل الجسم، والشخص. العضلات (أو عدم وجودها)، والاستخفاف بحجم القضيب أو حجم الثدي، والاستخفاف بالمظهر (ملامح الوجه)، وفي أوسع معانيها قد يشمل حتى الاستخفاف بالوشم أو الأمراض التي تترك علامة جسدية مثل الصدفية. 
في دراسة حول أفلام الأطفال والكتب بخصوص الرسائل حول أهمية المظهر، كانت وسائل الإعلام المستهدفة للأطفال مشبعة بالرسائل التي تؤكد أن الجاذبية الجسدية هي جزء مهم من العلاقات والتفاعلات الشخصية بين الأشخاص. من بين الأفلام المستخدمة في الدراسة، احتوى فيلمان من أفلام ديزني على أكبر عدد من الرسائل حول الجمال الشخصي. وجدت هذه الدراسة أيضًا أن 64٪ من مقاطع الفيديو التي تمت دراستها صورت الشخصيات البدينة على أنها غير جذابة [الإنجليزية]، وشريرة، وقاسية، وغير ودية، وأكثر من نصف الصور تضمنت اعتبار الطعام أو استهلاكه.
بعض أشكال الاستخفاف بالجسد لها أصول قديمة في الخرافات الشعبية، مثل التمييز ضد الأشخاص ذوي الشعر الأحمر والصور النمطية [الإنجليزية] عن الأشخاص ذوي الشعر الأشقر.  قد تختلف أشكال التمييز أيضًا بشكل كبير اعتمادًا على الفئة العمرية. على سبيل المثال، أحيانًا ما يُصوَّر المراهقون في مرحلة ما قبل المراهقة على أنهم محرجون ويمكن أن يواجهوا مصطلحات ازدرائية مثل "نحيف وطويل"، على الرغم من أن الطول هو سمة ذات قيمة مثالية بين البالغين.
في بعض الأحيان، يمكن أن يمتد الاستخفاف بالجسد إلى تصور أن المرء لا يظهر بشكل كافٍ الذكورة أو الأنوثة. على سبيل المثال، الرجال ذوو الوركين العريضين، والصدر البارز، أو الذين يفتقرون إلى شعر الوجه يُخجلون أحيانًا لظهورهم وكأنهم أنثويون. وبالمثل، يمكن للمرأة أن تشعر بالخزي بسبب ظهور انتفاخ في الرجل، أو لامتلاك أكتاف عريضة، وهي سمات جسدية مرتبطة عادة بالرجل.
الانتحار بسبب الاستخفاف بالجسد هو رابع سبب رئيسي للوفاة بين الأشخاص الذين تتراوح أعمارهم بين 15 و 19 عامًا. يمكن أن يكون للمستويات الكبيرة من استخفاف الجسم آثار عاطفية سلبية، بما في ذلك انخفاض احترام الذات وتطور مشكلات مثل اضطرابات الأكل والقلق واضطراب صورة الجسد واضطراب تشوه الجسم والاكتئاب. يمكن أن تتفاقم هذه الآثار الاكتئابية خاصة عندما يشعر الناس أن أجسامهم لا تستطيع تلبية المعايير الاجتماعية.
لقد أصبح الاستخفاف بالجسد جزءًا من المحادثة المعتادة خاصةً بين المراهقين المتناميين الذين هم الفئة الأكثر ضعفًا مما يضللهم للاعتقاد بأنها قاعدة في المجتمع والتي غالبًا ما تدعمها جميع الشخصيات المثالية من الممثلين والإعلاميين والعروض التي تتشارك مع نمو جراحات التجميل وكذلك عمليات التجميل. يمكن أن يكون لهذا مجموعة متنوعة من التأثيرات على الشخص وفقًا لحياته الاجتماعية ومنظوراته مما يعرض احترامه لذاته للخطر إلى حد كبير. حتى أنها تكمن كسبب أولي للعديد من مشكلات الصحة العقلية التي أدت في التاريخ الماضي إلى ارتفاع معدلات الانتحار بنحو 1.3٪ من جميع الوفيات التي تحدث في جميع أنحاء العالم.